# Malagasia alticola
Malagasia alticola är en tvåhjärtbladig växtart som först beskrevs av René Paul Raymond Capuron, och fick sitt nu gällande namn av L.A.S. Johnson & B.G.Briggs. Malagasia alticola ingår i släktet Malagasia och familjen Proteaceae. Inga underarter finns listade i Catalogue of Life.